# GeoDa

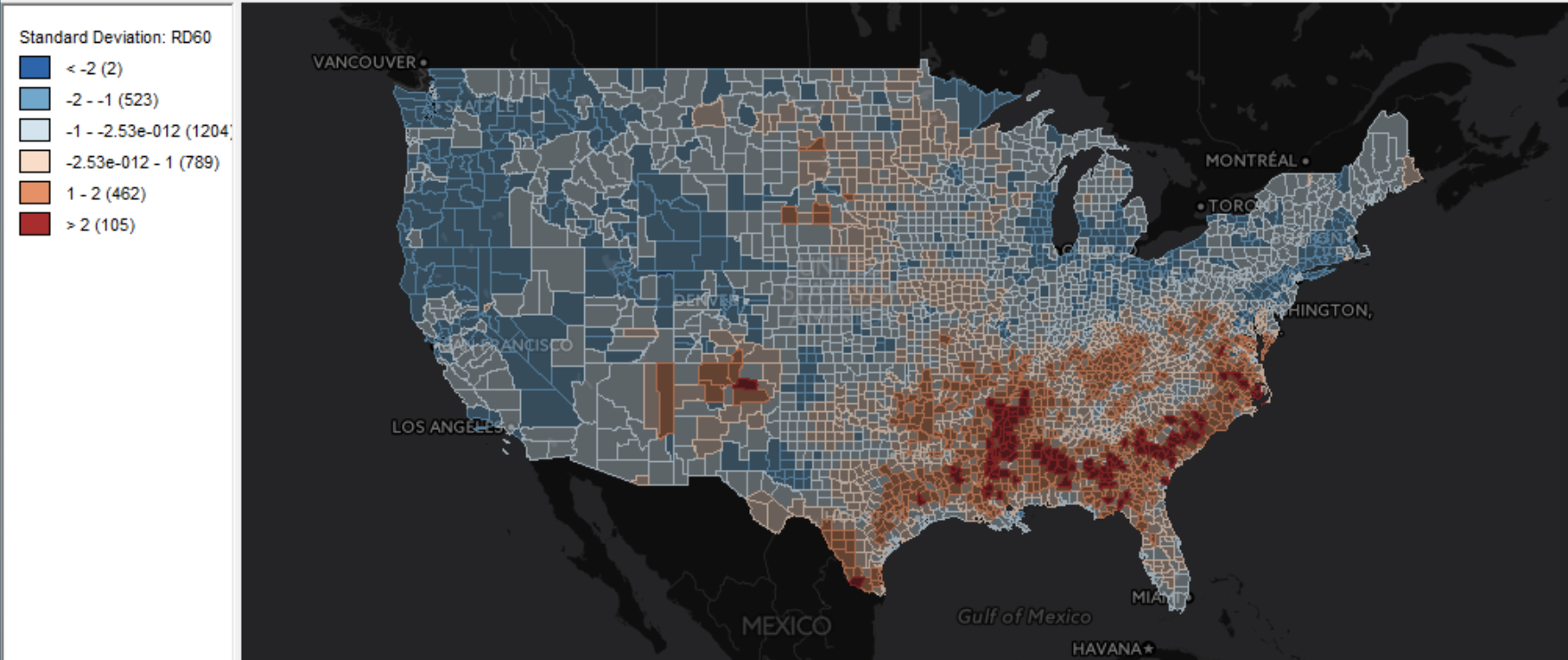
GeoDa的主界面。地图视图显示了1960年美国各县的资源剥夺情况。

GeoDa是一个免费软件包，可以进行空间数据分析、地理視覺化、空间自相关和空间建模。
它可以在不同版本的Windows 、Mac OS和Linux上运行。该软件包最初由伊利诺伊大学厄巴纳-香槟分校的空间分析实验室在Luc Anselin的指导下开发。2016年起，芝加哥大学空间数据科学中心（Center for Spatial Data Science，CSDS）接手开发工作。
GeoDa具有执行空间分析、多元探索性数据分析以及全局和局部空间自相关分析的强大功能。它还能够执行基本的線性回歸。它也提供了一些空间模型，例如空间滞后模型和空间误差模型，均使用最大似然估计的方法。
OpenGeoDa在GNU GPL 3.0版下发布。

## 历史
GeoDa取代了以前称为DynESDA的模块，该模块在旧版ArcView 3.x下工作，可用来执行探索性空间数据分析（exploratory spatial data analysis，ESDA）。当前版本的GeoDa已不再依赖ArcView或其他GIS软件包。

## 功能

多变量ESDA：多视图链接以探索纽约分区的各种特征之间的关系。

GeoDa中的项目大致由定义网格数据的shapefile和.dbf格式的属性表组成。属性表可在GeoDa中编辑。
该软件包借助动态链接和刷选技术，专用于探索性数据分析和地理可视化。也就是说，当一个项目中有多个视图或窗口时，在其中一个中选取对象，同一对象会在所有其他窗口中高亮显示。
GeoDa还能够生成直方图、箱形圖、散点图来对数据进行简单的探索性分析，也能将这些统计工具与用户研究的现象的空间分布进行映射和链接。

### GeoDa中的动态链接和刷选
动态链接和刷选使用户能够交互地发现或确认数据中空间排列的异常模式，或者丢弃这些数据。它允许用户从空间排列的数据中提取信息，这些操作原本可能需要繁复的计算才能得到有用的统计数据。而后者可能对专业知识和软件操作能力的要求可能很高。

### Anselin莫兰散点图
GeoDa提供了研究空间自相关全局模式的一种实用功能：Anselin莫兰散点图（Anselin's Moran scatterplot）。这种图像它描绘的是x轴上的标准化变量与该标准化变量的空间滞后。空间滞后仅是对相邻空间单元的影响的汇总，它是使用空间权重矩阵算得的，而矩阵有多种不同形式，但最常用的是邻接矩阵。邻接矩阵是一个数组，若空间单元j与i邻接，数组中相应元素(i, j)的值就为1。为方便起见，可将矩阵标准化，即将每个值除以原始矩阵的行的和，使每行之和为1。
本质上，Anselin莫兰散点图表示变量在某一位置i的取值与在i附近的取值的关系。散点图中直线的斜率相当于莫兰指数，它表示的是全局空间自相关的程度。如果其斜率为正，则表示存在空间正相关：变量在位置i的取值高，则该变量在i相邻位置的取值很可能也高，即高值聚集在一起；反之的低值亦然。如果散图中的直线斜率为负，则意味着存在类似國際象棋棋盘的格局，或一种空间竞争，其中若变量在位置i的取值高，与之伴随的往往是相邻位置出现低值。

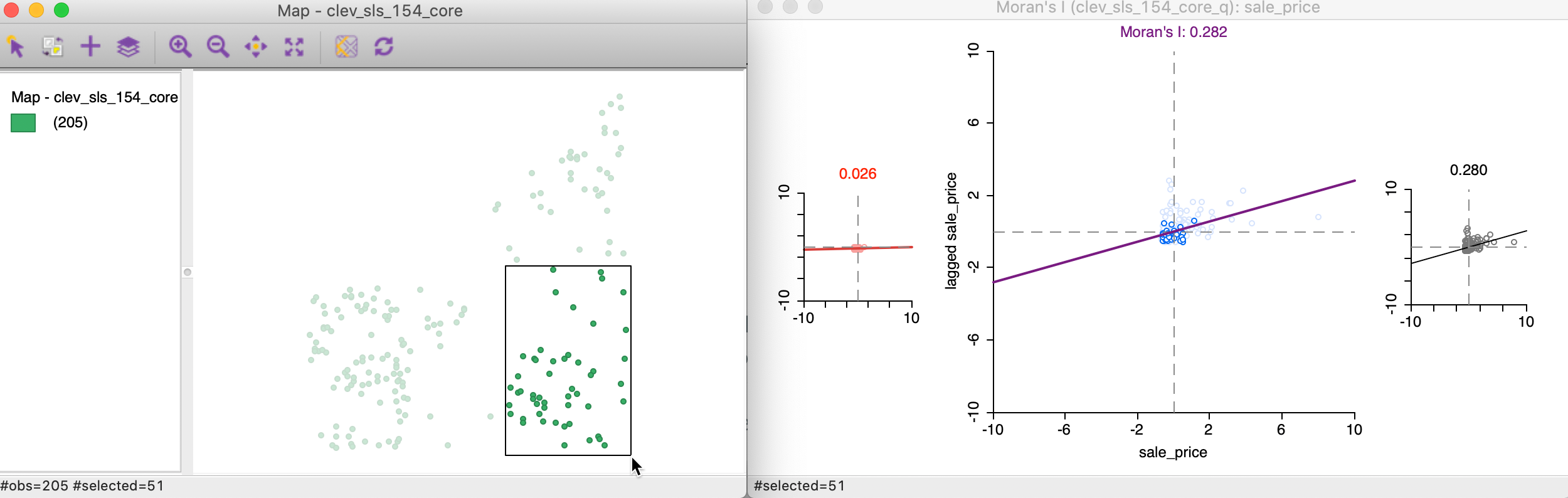
美国克利夫兰市销售价格的莫兰散点图。

在Anselin莫兰散点图中，曲线的斜率计算结果显示在图形的顶部。图片的案例中，这一数值为正，表示犯罪率高的地区，其附近的犯罪率往往也较高，反之亦然。

### GeoDa中的全局与局部分析
全局层面的聚类（clustering）即地图中要素集聚的总体趋势；而局部层面的聚类（clustering）能够确定其具体位置。后者可以通过空间关联的局部指标（local indicators of spatial association，LISA）进行评估。LISA分析能够确定变量的哪些高值区域，其周围区域也倾向于是高值，即所谓的高-高聚类；该分析也能同时确定低-低聚类。
这种情况下，需要分析的另一种重要现象是存在离群值：某个位置是高值，但其周围相邻位置却是低值。GeoDa以Anselin莫兰散点图的形式提供了这一功能。但需注意，一个值比邻近的数值更高，未必就表示它是离群值，我们需要评估其关系的统计学显著性。换句话说，我们可能会发现似乎存在聚类的区域，但是当进行统计程序时，它们在统计上并不是显著的聚类或离群值。评估统计显著性的程序中包括：对不同数据排列的蒙特卡罗模拟，以及模拟统计的经验分布的构建。之后，将最初获得的值与模拟值的分布进行比较，如果该值超过95百分位，则认为发现的关系在5%上显著。

## 延伸阅读
- Anselin, Luc, Xun Li and Julia Koschinsky (2021). GeoDa, From the Desktop to an Ecosystem for Exploring Spatial Data. Preprint （页面存档备份，存于）
- Anselin, Luc, Ibnu Syabri and Youngihn Kho (2006). GeoDa: An introduction to spatial data analysis. Geographical Analysis 38, 5-22
- Anselin, Luc, Rey, Sergio J. (2014). Modern Spatial Econometrics in Practice: A Guide to GeoDa, GeoDaSpace, and PySAL. GeoDa Press LLC, Chicago, IL